# TCEAL5
TCEAL5 (англ. Transcription elongation factor A like 5) – білок, який кодується однойменним геном, розташованим у людей на довгому плечі X-хромосоми. Довжина поліпептидного ланцюга білка становить 206 амінокислот, а молекулярна маса — 23 307.
| 10         |  | 20         |  | 30         |  | 40         |  | 50         |
| ---------- |  | ---------- |  | ---------- |  | ---------- |  | ---------- |
| MEKLYKENEG |  | KPENERNLES |  | EGKPEDEGST |  | EDEGKSDEEE |  | KPDMEGKTEC |
| EGKREDEGEP |  | GDEGQLEDEG |  | NQEKQGKSEG |  | EDKPQSEGKP |  | ASQAKPESQP |
| RAAEKRPAED |  | YVPRKAKRKT |  | DRGTDDSPKD |  | SQEDLQERHL |  | SSEEMMRECG |
| DVSRAQEELR |  | KKQKMGGFHW |  | MQRDVQDPFA |  | PRGQRGVRGV |  | RGGGRGQKDL |
| EDVPYV     |  |            |  |            |  |            |  |            |

A: Аланін

C: Цистеїн

D: Аспарагінова кислота

E: Глутамінова кислота

F: Фенілаланін

G: Гліцин

H: Гістидин

K: Лізин

L: Лейцин

M: Метіонін

N: Аспарагін

P: Пролін

Q: Глутамін

R: Аргінін

S: Серин

T: Треонін

V: Валін

W: Триптофан

Кодований геном білок за функцією належить до фосфопротеїнів. 
Задіяний у таких біологічних процесах, як транскрипція, регуляція транскрипції. 
Локалізований у ядрі.